# 张彭 (五代)
张彭，五代十国后唐、后晋官员，常山九门（今河北石家庄市藁城区西北）人。
张彭年轻时不知书，开始为公府通赞，于是出任州县职务。张文礼杀死赵王王镕作乱。张文礼死后，其子张处瑾、张处球相继继任，昭义军节度判官任圜驰至城下，晓谕祸福，张处球登城，派遣牙将张彭向行台表示归降。唐庄宗改镇州为北都，以任圜为真定尹，兼知管内戎事，以张彭为留守推官。事无巨细，都找张彭处理。当地士大夫没有途径进升。张彭贪黩，利权所入，都被他以公肥私。废北都，镇州重新为成德节度使，朝廷命枢密使郭崇韬遥领节度使。庄宗平常山时，获赵王王镕家妓千馀人，使宦官选留百人。其中许氏有美色，张彭贿赂守者，称她有废疾藏匿於僧坊。後宫中得知，急召张彭赴洛阳。张彭将之前拿出所隐藏的财货，派人封籍告知郭崇韬。郭崇韬于是喜欢张彭迁怒任圜，上奏解脱藏匿许氏之罪。朝廷授张彭秘书丞，知齐州管田事。唐明宗即位，以任圜为相，判三司事。任圜推荐张彭守秘书少监、度支判官。任圜后来获罪而死，很多人都以为是张彭所致。张彭一直活到后晋时，天福二年（937年）前成德军节度判官张彭为太府卿。

## 注
1. ↑  《旧五代史》卷六十二（唐书）·列传十四
2. ↑  《册府元龟》卷九百二十四
3. ↑  《旧五代史》卷七十六（晋书）·高祖纪二